# National United Front of Democracy Against Dictatorship

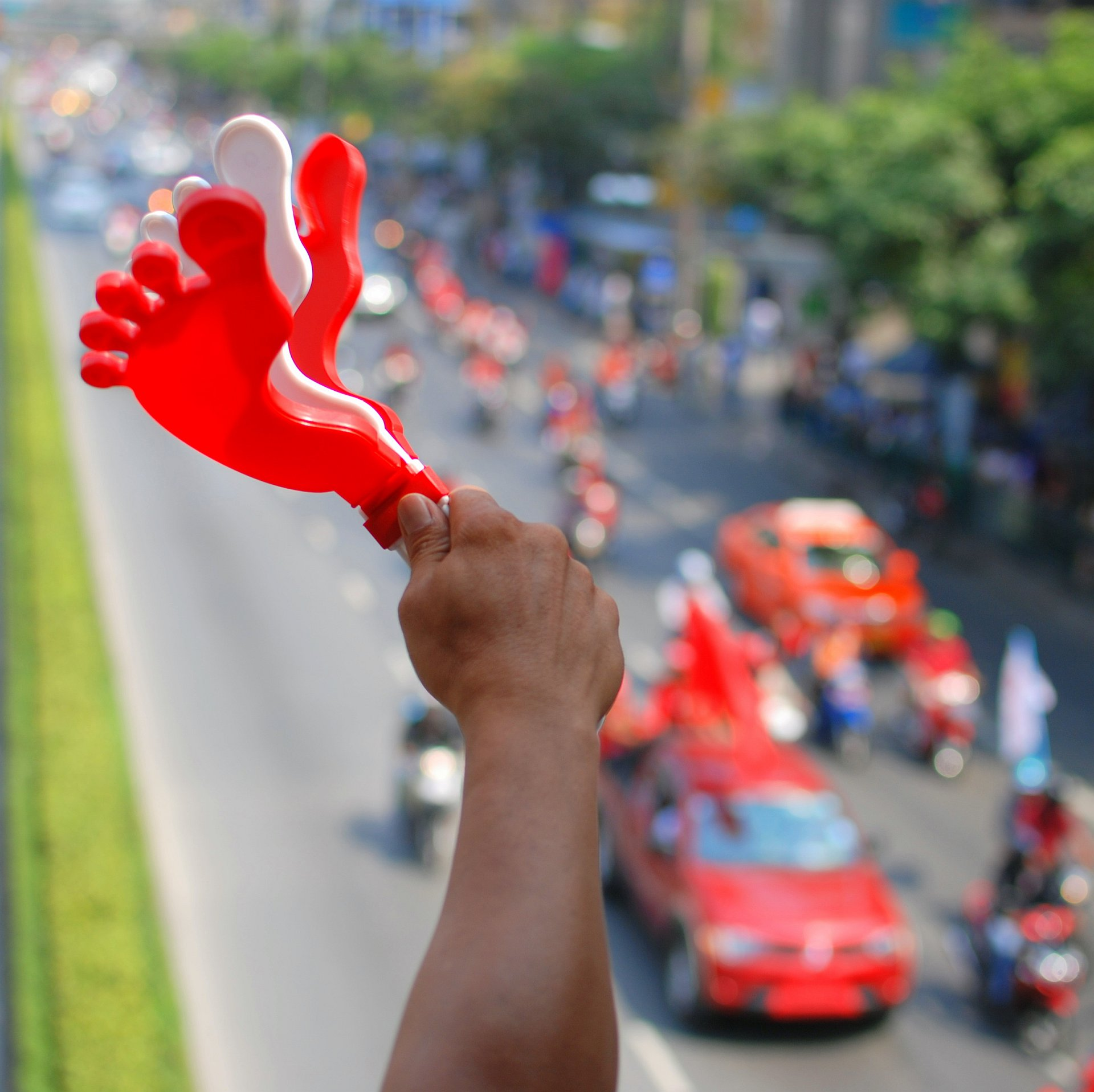
Een rode klepper in de vorm van een voet is een van de symbolen van de UDD.

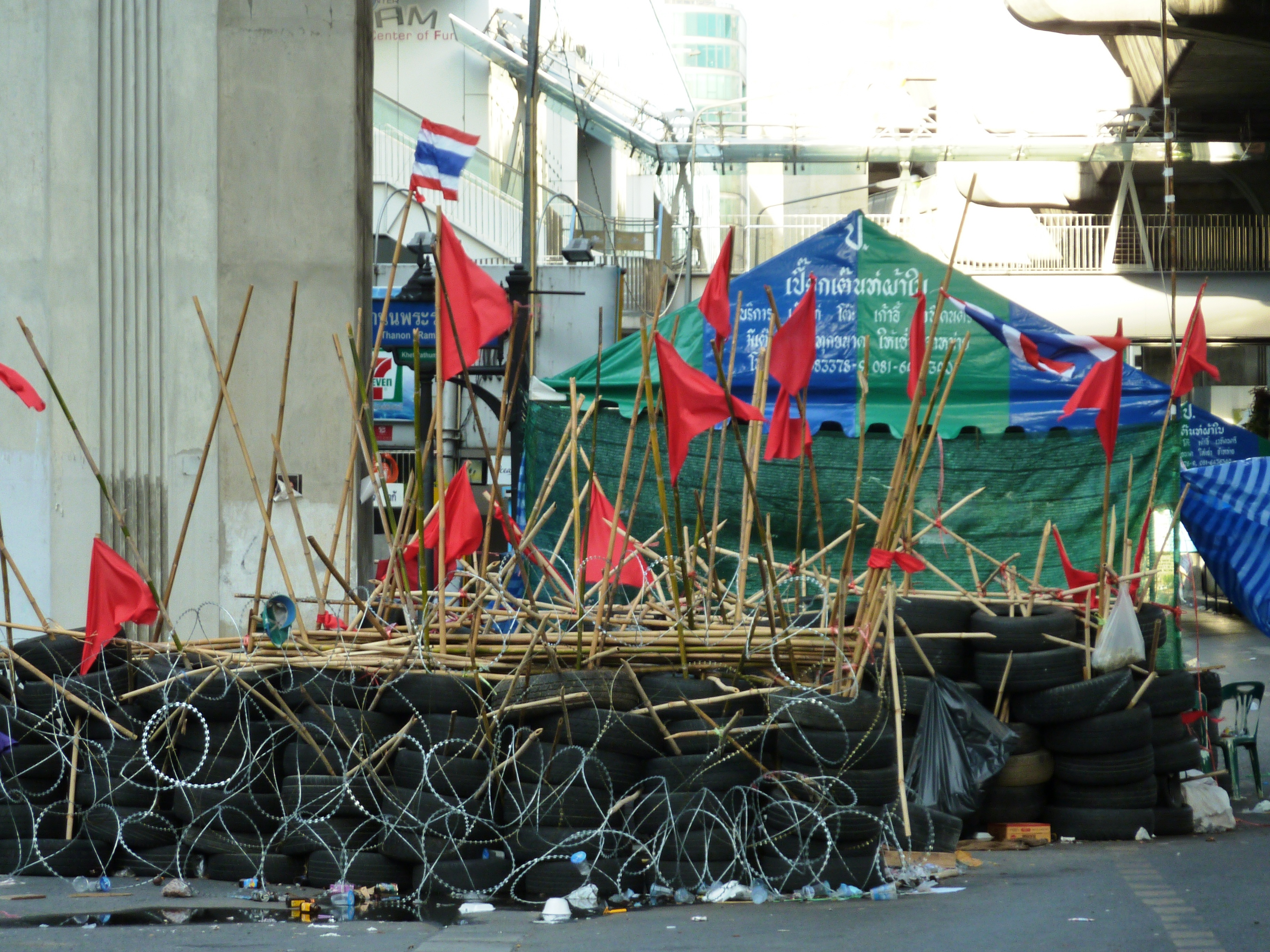
Resten van de barricades bij Rajprasong nadat de UDD was verdreven, 20 mei 2010

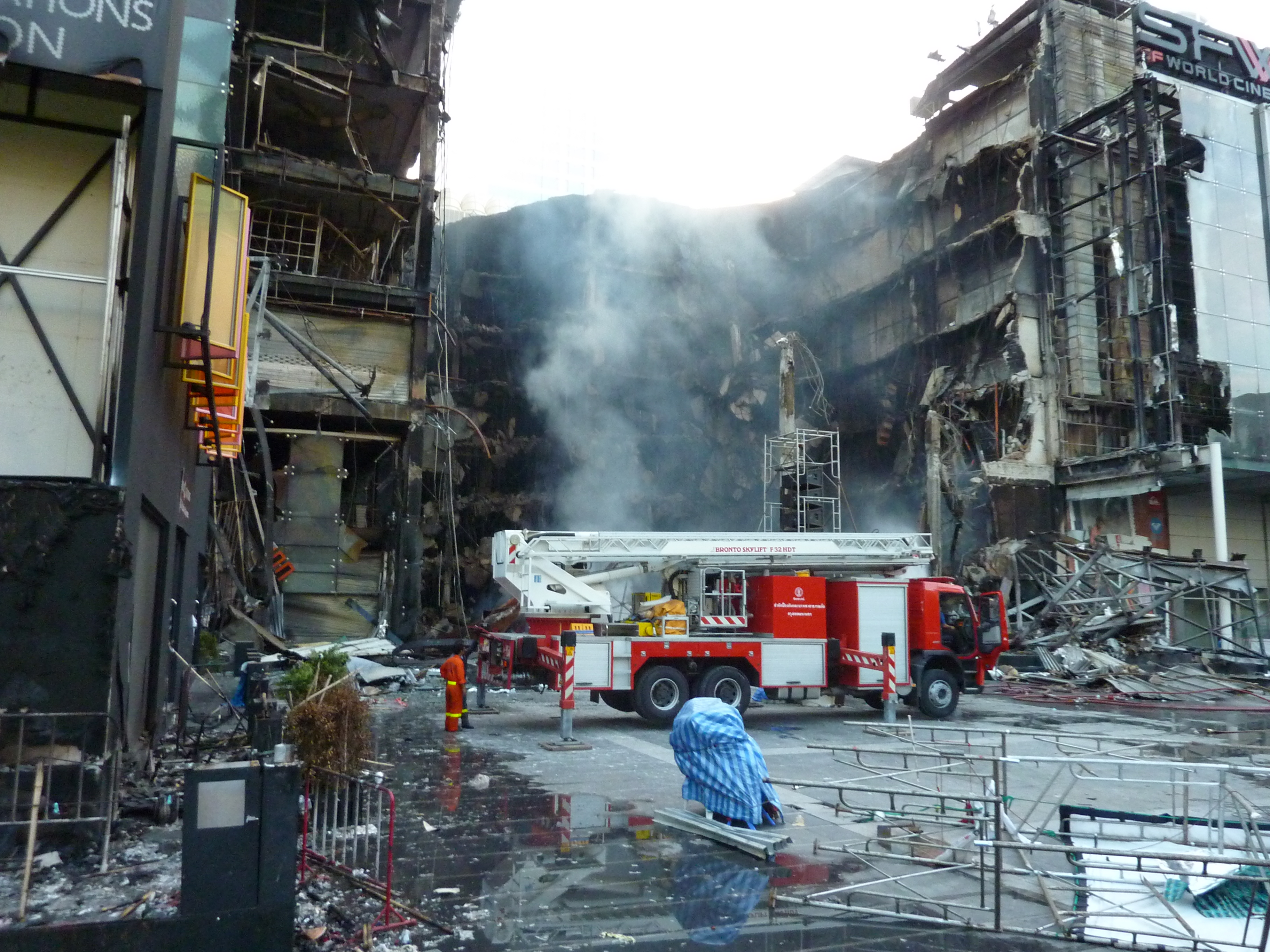
Voor een deel uitgebrande winkelcentrum CentralWorld na de demonstraties van de UDD, 20 mei 2010

Het National United Front of Democracy Against Dictatorship, afgekort UDD, Thai: แนวร่วมประชาธิปไตยต่อต้านเผด็จการแห่งชาติ; นปช., is een belangenorganisatie in Thailand, die zich tegen de People's Alliance for Democracy verzet. De aanhangers worden red shirts of roodhemden genoemd. De beweging ontstond in 2006 nadat het Thaise leger de regering van premier Thaksin Shinawatra had afgezet en heette eerst DAAD, Democratische Alliantie Tegen Dictatuur.
Bekende leiders van de UDD zijn Veera Musikapong, Nattawut Saikua, Charan Ditthapichai en Weng Tohjirakarn. De UDD heeft zichzelf verbonden met de For Thais Party, die tegen de coalitieregering in de oppositie zit.
Aanhangers hielden vanaf april 2010 tot 19 mei 2010 enkele wijken van Bangkok bezet, maar het leger probeerde ze met geweld te verdrijven. Er werd van beide kanten geweld toegepast. Het leger zette vanaf 13 mei een offensief in wat eindigde met de overgave van een paar van de leiders van de UDD en de vlucht van enkele anderen op 19 mei 2010 nadat het leger de barricades van het UDD kampement met gepantserde voertuigen had verwijderd. Een deel van de ontgoochelde UDD aanhangers begon daarna aan een vernielingstocht door Bangkok waarbij onder andere het grootste winkelcentrum van Thailand, CentralWorld, deels in vlammen opging.